# Cantón de Las Bajas Planicies del Aude
El cantón de Las Bajas Planicies del Aude (en francés: Les Basses Plaines de l'Aude) es una división administrativa francesa, situada en el departamento de Aude y la región Languedoc-Rosellón. Hasta el 1 de enero de 2016, se llamó cantón de Coursan.
La altitud varía de 0 m s. n. m. en  Coursan a 200 m s. n. m. en Gruissan,  siendo la altitud media de 15 m s. n. m.

## Composición
El cantón de las Bajas Planicies del Aude agrupa siete comunas:
- Armissan
- Coursan
- Cuxac-d'Aude
- Fleury
- Gruissan
- Salles-d'Aude
- Vinassan

## Demografía
| 11,174 | 11,834 | 11,930 | 14,081 | 17,958 | 20,238 |
| Para los censos de 1962 a 1999 la población legal corresponde a la población sin duplicidades (Fuente: INSEE [Consultar]) |        |        |        |        |        |